# Зиаур Рахман
Зиау́р Рахма́н (бенг. জিয়াউর রহমান Ziaur Rôhman; 19 января 1936 — 30 мая 1981) — президент Бангладеш с 1977 по 1981 год. Генерал-лейтенант.

## Биография
Родился 19 января 1936 года в деревне Багбари на севере Восточного Пакистана, был вторым из 5 братьев. Отец работал химиком в правительственном учреждении в Калькутте. После раздела Индии семья переехала в Карачи, где Зия с отличием завершил среднее образование в 1952 году. В 1953 году поступил в Какульскую академию пакистанской армии курсантом.

### Служба в пакистанской армии
В 1955 году получил звание младшего лейтенанта. Прошёл курсы войск спецназа и повышения квалификации на специальных курсах разведки. Прослужив два года в Карачи, в 1956 году был переведён в Восточно-Бенгальский полк в Восточном Пакистане. Служил в разведывательном управлении пакистанской армии с 1959 по 1964 год.
Как командир роты в индо-пакистанской войне 1965 года проявил храбрость, был награждён орденом Хилал-и-Джурат. В 1968 назначен инструктором Пакистанской военной академии. В том же году поступил на командные курсы в колледж Кветта в Пакистане. В 1969 году получил звание майора и был назначен заместителем командира 2-го Восточно-Бенгальского полка в округе Газипур (центральная часть Восточного Пакистана). Он отправился в Западную Германию Прошёл высшие курсы военной и командной подготовки в ФРГ и несколько месяцев служил в британской армии.

### Борьба за независимость Бангладеш
Активно участвовал в борьбе за независимость Бангладеш. В ночь на 25 марта 1971 года правительство Пакистана аннулировало результаты выборов 1970 года, арестовало назначенного премьер-министром Восточного Пакистана шейха Муджибура Рахмана, объявило военное положение и начало аресты и репрессии бенгальских активистов. В ответ днём 25 марта З. Рахман арестовал командира своего полка и организовал вооруженное сопротивление пакистанским войскам. 26 марта он зачитал заявление от имени М. Рахмана на радиостанции в Читтагонге, поддержал объявленную шейхом декларацию о независимости и образовании Бангладеш и призвал к сопротивлению пакистанцам.

Я, майор Зиаур Рахман, настоящим провозглашаю независимость Бангладеш от имени нашего великого лидера Шейха Муджибура Рахмана.
Был повышен в звании до подполковника и возглавил командование 1-й бригадой вооружённых сил Бангладеш, состоявшей из трёх батальонов. Боевые действия начал в ночь на 1 августа атакой пакистанской военной базы Камалпур. Когда 17 апреля было сформировано правительство Бангладеш, был назначен командующим 1-м военным сектором (округом) и командиром Мукти-бахини (народное ополчение) в центре страны (до июня) с оставлением на посту командира бригады. Организовал освободительную войну в Читтагонге, Читтагонгском горном районе, Ноакхали, Рангамати, Рамгархе и Фени. С июня по октябрь командовал 11-м сектором. Был награждён бангладешскими орденами. Во время войны его семья находилась под домашним арестом.

### Служба в армии Бангладеш
После обретения независимости был назначен командиром 44-й армейской бригады в Комилле. В июне 1972 года назначен заместителем начальника штаба бангладешской армии. В середине 1973 года ему было присвоено звание бригадного генерала, в октябре того же года — генерал-майора. В 1977 году, став президентом, произвёл себя в генерал-лейтенанты.
Начальник штаба армии с 24 августа по 3 ноября 1975 года. Был сторонником формирования «бесклассовой» армии по типу Народно-освободительной армии Китая взамен армии британского типа.
После переворота и убийства М. Рахмана 15 августа 1975 остался на своей должности, однако не был никак отмечен или повышен в звании, как участники переворота. Его роль в убийстве шейха и всей его семьи до сих пор вызывает споры (дочь М. Рахмана, премьер-министр Шейх Хасина Вазед твёрдо уверена в полной причастности), как минимум, он заранее знал о заговоре. Зия помиловал убийц М. Рахмана, подписав Закон о возмещении ущерба, в котором говорилось, что никакого суда не будет и не может быть возбуждено никаких дел по расследованию этого убийства. Убийцы шейха (майоры Далим, Рашид и Фарук) получили должности в Министерствах внутренних и иностранных дел.
3 ноября 1975 года в ходе переворота, организованного генералом Халедом Мошаррафом, отстранён от должности и помещён под домашний арест (считается, что Х. Мушарраф пощадил его ввиду личной дружбы). Из-под ареста обратился к своим соратникам в армии, прежде всего к популярному в армии полковнику Абу Тахеру, которые организовали контрпереворот 7 ноября того же года. З. Рахман был освобождён. После встречи в штабе армии было сформировано временное правительство, в состав которого вошли судья Абу Сайем в качестве главного администратора военного положения и генерал-майор З. Рахман, вице-маршал авиации М. Г. Таваб и контр-адмирал М. Х. Хан в качестве его заместителей. Х. Мушарраф был убит, в первые же дни было организовано активное противодействие нижним чинам, развернувшим преследования и убийства офицеров свергнутого режима. Полковник Абу Тахер был арестован 24 ноября по надуманному обвинению в подстрекательстве армии к свержению так называемого «избранного» правительства, созданного 7 ноября, после чего в июле 1976 казнён по приказу З. Рахмана. Через три десятилетия после казни А. Тахера суд постановил, что смертный приговор был незаконным и являлся умышленным убийством.
7 ноября З. Рахман был повторно назначен начальником штаба армии, и 19 ноября перед лицом массовых протестов в стране в телеобращении объявил себя «Главным администратором» Бангладеш на время военного положения и «заместителем» ставшего президентом Абу Сайема.
Хотя президент призывал к новым выборам и предпринимал определённые шаги в этом направлении, З. Рахман, предвидя победу левонационалистической партии покойного М. Рахмана Авами лиг всемерно этому противодействовал.

### На посту президента
Став президентом страны после отставки Абу Сайема 21 апреля 1977 года, сохранил полномочия главнокомандующего Вооружёнными силами, начальника штаба сухопутных войск, а также министров финансов и внутренних дел. Сохранял военное положение в стране до 5 апреля 1979 года.
Симптоматично, что премьер-министр кабинета З. Рахмана Азизур Рахман был противником независимости Бангладеш. Несмотря на то, что он бенгалец, в ходе выступления в ООН в 1971 году в качестве представителя Пакистана он говорил: «Военные не сделали ничего плохого, нанеся удары по Восточному Пакистану. То, что происходит в Пакистане под предлогом освободительной войны, — это индийский заговор и сепаратистское движение.». Кроме того, президентским указом были реабилитированы люди, которые поддерживали пакистанскую армию во время борьбы за независимость. Он отменил запрет на деятельность партии «Джамаат-и-Ислами», которая, как многие считали, сотрудничала с пакистанской армией и совершала военные преступления против гражданского населения. Гулам Азам, изгнанный руководитель «Джамаат-и-ислами», получил разрешение вернуться в страну и не предстал перед судом за его предполагаемую роль в совершении злодеяний во время войны; а лидеры джамаатов были назначены на министерские посты.
Победил на президентских выборах 3 июня 1978 года, получив 76,6 % голосов. После этого понизил в должности своего давнего сподвижника генерала Абула Мансура, переведя его из главной военной администрации на командование округом.
На посту главы государства популяризировал теорию бангладешского национализма. Учитывая, что Бангладеш является родиной для большого количества различных этнических групп, принадлежащих к разным вероисповеданиям и религиям и что их культура, образ жизни, кастовость и стиль отличаются друг от друга, считал, что национализм следует принимать на основе территории, а не языка или культуры.
Почти вдвое увеличил количество полицейских и обеспечил их надлежащую подготовку. Предпринял несколько шагов по развитию профессиональной дисциплины в вооруженных силах посредством тщательной подготовки и также почти удвоил их численность (с 50 до 90 тысяч). Несмотря на то, что ему удалось восстановить порядок в вооруженных силах, ему пришлось пережить целый ряд заговоров и 21 попытку военных переворотов. В частности, в общей сложности 1143 человека были повешены в различных тюрьмах за участие в неудавшейся попытке военного переворота 2 октября 1977 года.
Предпринял противоречивые меры по демократизации политической и партийной деятельности. С одной стороны, вновь разрешил деятельность политических партий, и снял запрет на выпуск газет, включая партийные. С другой стороны, провёл жёсткие репрессии оппозиции, прежде всего, против левой оппозиции и левых политиков, особенно из Авами лиг, социалистов и коммунистов. Его обвиняют в аресте около 72000 членов Авами Лиг и других лидеров и активистов оппозиции, что привлекло внимание международного сообщества.
В сентябре 1978 года основал и возглавил Националистическую партию (НПБ) и способствовал её победе на парламентских выборах в феврале 1979 (партия получила 41,2 % голосов и 206 из 297 мест в парламенте).
При нём были проведены земляные работы и повторные раскопки 1400 каналов для расширения ирригационной системы и строительство тысяч миль дорог. Строились новые образовательных учреждения и 4 миллиона человек обучились грамоте. Были сформированы «Силы обороны деревень» (сельская полиция). Расширились возможности лечения сельских жителей за счёт найма 26500 сельских врачей. Внедрялась система управления деревнями с целью вовлечения сельских жителей в систему местного управления и деятельности по развитию на низовом уровне. Увеличилось сельскохозяйственное производство до уровня начала экспорта продуктов питания. Открывались новые промышленные предприятия и введены три рабочие смены на заводах. Увеличился объём частных инвестиций в промышленность и расширился инвестиционный сектор. Началось вовлечение молодёжи и женщин в деятельность по развитию страны посредством создания Министерства по делам молодежи и Министерства по делам женщин. Было также создано Министерство религии с целью расширения возможностей граждан исповедовать свою религию. Создано Министерство науки и технологий. Поощрялся частный сектор и предпринимательство. Начался экспорт рабочей силы (в основном, в ближневосточные нефтедобывающие страны), готовой одежды, замороженных продуктов.

«Никакая политическая идеология не может основываться на религии. Может быть вклад. Но политика никогда не может быть сосредоточена на религии. В прошлом мы видели, что всякий раз, когда политика в Пакистане была сосредоточена на религии, она терпела неудачу. Потому что религия есть религия. Многие из нас пытаются создать атмосферу политики, основанной на различных религиях, существующих в нашей стране. Пытаясь обрисовать политику, мы неоднократно видели, что они терпели неудачу. Религия может вносить свой вклад в политику, но политические партии не могут быть сосредоточены на религии.»
Однако при этом он явно выделял мусульманство и отдавал ему приоритет. В частности, он ввёл Бангладеш в состав Организации Исламской Конференции. Также по обращению мусульманской уммы был изменён текст национального гимна на основании того, что он был написан индуистским поэтом Рабиндранатом Тагором и была попытка изменения национального флага, не имевшего «мусульманских цветов». Ислам стал единственной религией, упомянутой в конституции страны (понятия «абсолютного доверия и веры во Всемогущего Аллаха», заменяющее прежнюю приверженность секуляризму и «исламской солидарности» с другими странами) и влияющей на правительственную политику. Исламское религиозное образование было введено в качестве обязательного предмета в школах Бангладеш, при этом для учащихся-немусульман было предусмотрено изучение своих религий.
Внёс значительные изменения в дипломатическую политику. Учитывая, что в войне за независимость Бангладеш получила основную поддержку от Индии и СССР, хорошие отношения с ними считались приоритетными. З. Рахман переориентировал страну на мусульманский мир и Китай. Отказавшись от выдвигавшихся ранее М. Рахманом требований об извинениях и компенсации ущерба со стороны Пакистана, начал политику нормализации двусторонних отношений. Одновременно предпринял усилия по сближению с США и ближневосточными арабскими странами, поддерживавшими Пакистан против Бангладеш. В частности, установив дружбу с КНР, решалась задача реорганизации и вооружения армии. Улучшение отношений с США позволило завершить модернизацию государственной авиакомпании Biman.
В вердикте, вынесенном 30 августа 2005 года, Верховный суд страны постановил, что захват власти в результате военных переворотов между 1975 и 1979 годами, в том числе правление военного режима Зии, были «незаконными и неконституционными». Указы Зии о военном положении, его восхождение на пост президента в 1977 и референдум, проведенный в 1978, были объявлены «неизвестными конституции». Постановление суда отменило Закон о возмещении ущерба, согласно которому эти самые события получили правовой статус и были закреплены в конституции (в 2010 исключены из конституции).

### Убийство
29 мая 1981 года З. Рахман приехал в Читтагонг, чтобы выступить посредником в конфликте между местными лидерами НПБ. В 4 часа утра 30 мая три группы армейских офицеров атаковали его резиденцию. В нападении было задействовано 17 офицеров (в чинах от лейтенанта до полковников) и 1 бригадный генерал, вооружённых 11-ю автоматами и 6-ю гранатомётами. Проделав дыры в стене здания, офицеры проникли внутрь и расстреляли З. Рахмана из автомата. Также погибли шесть его телохранителей и два помощника.
Убийство З. Рахмана было частью неудавшегося военного переворота во главе с генерал-майором Абулом Мансуром, который объявил об убийстве президента и захвате власти по радио. Мансур ранее был переведён в Читтагонг из столицы Дакки и, как сообщалось, затаил за это понижение злобу на Рахмана. Однако мятеж был подавлен усилиями начальника штаба армии и будущего президента генерал-лейтенанта Хуссейна Мохаммада Эршада, 13 из 18 участников покушения на З. Рахмана были казнены, остальные приговорены к длительному тюремному заключению.